# Zanetor Agyeman-Rawlings
Zanetor (prononcé Zɑ-nɛ-tɔ) Agyeman-Rawlings, née le 1er juin 1978, est une femme médecin et une personnalité politique ghanéenne. Elle est membre du parlement ghanéen, députée de la circonscription de Klottey Korle (en) (qui fait partie de la région du Grand Accra).

## Biographie
Zanetor Agyeman-Rawlings, née en 1978 à Accra, au Ghana, est la fille aînée du 1er président sous la 4e République du Ghana Jerry Rawlings (1993–2001) et de l'ancienne première dame Nana Konadu Agyeman (1993–2001).
Son père se consacrant fortement à son activité politique et à ses mandats (il est président du Ghana jusqu’au début de janvier 2001), elle passe la plupart de son temps avec sa mère, l'ancienne première dame, Nana Konadu Agyeman Rawlings. Elle est diplômée du Wesley Girls' Senior High School, un lycée pour jeunes filles de Cape Coast, en 1996. Puis elle fréquente le Collège royal de chirurgie en Irlande pour obtenir son diplôme de médecine. Elle est également titulaire de certificats de formation en gestion de la défense et en gestion des conflits et des crises du Collège de commandement et d'état-major des forces armées du Ghana.
Elle débute ensuite comme médecin généraliste. Elle s’investit également dans diverses fondations et initiatives et dans des actions humanitaires, par exemple à la suite de l’incendie et l’explosion d’une station d’essence à Accra en juin 2015. Elle lance à cette occasion un fonds d’aide financier aux nombreuses victimes de cette catastrophe
Le 11 septembre 2015, elle dépose sa candidature aux primaires parlementaires du parti du Congrès démocratique national ou National Democratic Congress (NDC) pour la circonscription de Korle Klottey. Elle remporte ces primaires le 10 novembre 2015 pour cette circonscription puis remporte le siège aux élections générales ghanéennes de 2016 qui se tiennent le 7 décembre 2016. Elle est depuis députée de la circonscription de Klottey Korle (en). Elle siège au comité sur le genre et les enfants et au comité sur l'environnement, la science et la technologie. Elle conserve son siège aux élections générales de 2020,.